# بهانک
بهانک، روستایی از توابع بخش ارجمند شهرستان فیروزکوه در استان تهران ایران است.

## جمعیت
این روستا در دهستان قزقانچائ قرار دارد و براساس سرشماری مرکز آمار ایران در سال ۱۳۸۵، جمعیت آن زیر سه خانوار بوده‌است.